# Tracy McGrady
Tracy Lamar McGrady, ameriški košarkar, * 24. maj 1979, Bartow, Florida.
Tracy Lamar Mcgrady se je rodil 24. maja 1979 v Bartowu. Hodil je na akademijo Zion, kjer je postal zvezda. Znan je po izjemnih prodorih in izjemnem občutku za koš. Je bratranec zelo slavnega košarkarja Vince Carterja. Njegov vzdevek je T-mac. Igral je na poziciji branilca. Dosegal je 31 točk na tekmo in bil prvi strelec lige NBA. Sodeloval je tudi na tekmovanju v zabijanju in je bil 7-krat razglašen za All Star igralca. Dosegel je tudi 62 točk v eni tekmi. Je eden najboljših košarkašev v vsej zgodovini. Najbolje si ga bomo zapomnili po tem, da je neverjeten igralec, saj lahko zadane iz kjer koli in kadarkoli ter po njegovih osupljivih crossoverjih. 
Na lestvici revije SLAM 75-ih najboljših NBA igralcev leta 2003 je bil uvrščen na 75. mesto.
26. avgusta 2013 se je upokojil, v svoji karieri pa je igral za Houston Rockets, Orlando Magic, Toronto Raptors, New York Knicks, Detroit Pistons, Atlanta Hawks in San Antonio Spurs.